# Hepburn (Saskatchewan)
Hepburn es un pueblo canadiense situado en la provincia de Saskatchewan.

## Superficie
Hepburn tiene una superficie de 1,14 km².

## Demografía
En 2021, tenía 784 habitantes, una densidad poblacional de 689,4 hab./km², y 276 viviendas.